# Severodoněcký rajón
Severodoněcký rajón (ukrajinsky Сєвєродонецький район) je rajón v Luhanské oblasti na Ukrajině. Hlavním městem je Severodoněck a rajón má přibližně 376 tisíc obyvatel. 

## Města v rajónu
- Hirske
- Kreminna
- Lysyčansk
- Novodružesk
- Popasna
- Pryvillja
- Rubižne
- Severodoněck
- Zolote